# Catabena nanuscula
Catabena nanuscula là một loài bướm đêm trong họ Noctuidae.